# Mormia malickyi
Mormia malickyi är en tvåvingeart som beskrevs av Vaillant 1974. Mormia malickyi ingår i släktet Mormia och familjen fjärilsmyggor. Inga underarter finns listade i Catalogue of Life.